# Tlazolteotl

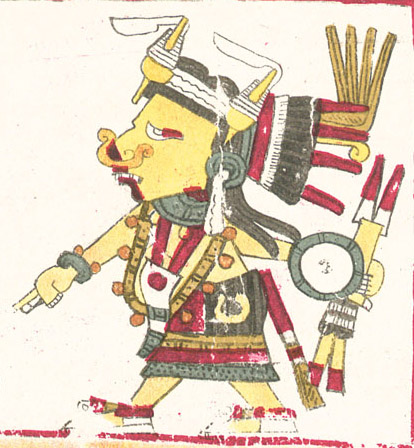
O reprezentare a lui Tlazoteotl, așa cum apare în manuscrisul Codex Borgia.

În mitologia aztecă, Tlazolteotl (sau Tlaçolteotl) este zeița purificării, a băilor cu aburi, a moașelor și o patroană a preacurvarilor. În limba nahuatl, cuvântul tlazolli se poate referi la vicii sau boli. Astfel, Tlazolteotl a fost o zeiță a păcatelor, viciilor și nelegiuirilor sexuale. Cu toate acestea ea a fost o zeiță de purificare, de asemenea, care ierta păcatele șivindeca bolile cauzate de nelegiuiri, în particular nelegiuirile sexuale.. Natura ei duală este văzută în epitetele ei; Tlaelquani (cel care comite păcate) și Tlazolmiquiztli (moartea cauzată de dorință), și Ixcuina sau Ixcuinan (cea cu două fețe).. 
În civilizația aztecă, Cihuacalli era numele clădirilor în care autoritățile politice și religioase permiteau prostituția. Cihuacalli înseamnă de fapt „casă de femei” și era un spațiu închis cu camere care se deschideau spre o curte interioară. În mijlocul curții interioare era statuia Tlazoteotl, Zeița murdăriei. Autoritățile religioase credeau că femeile au dreptul să lucreze ca prostituate, dacă doresc, dar numai în locuri păzite de zeița murdăriei care avea puterea de a incita activitatea sexuală dar și puterea de curățare spirituală.